# Gruppe Wohnhäuser südlich der Schillerstraße

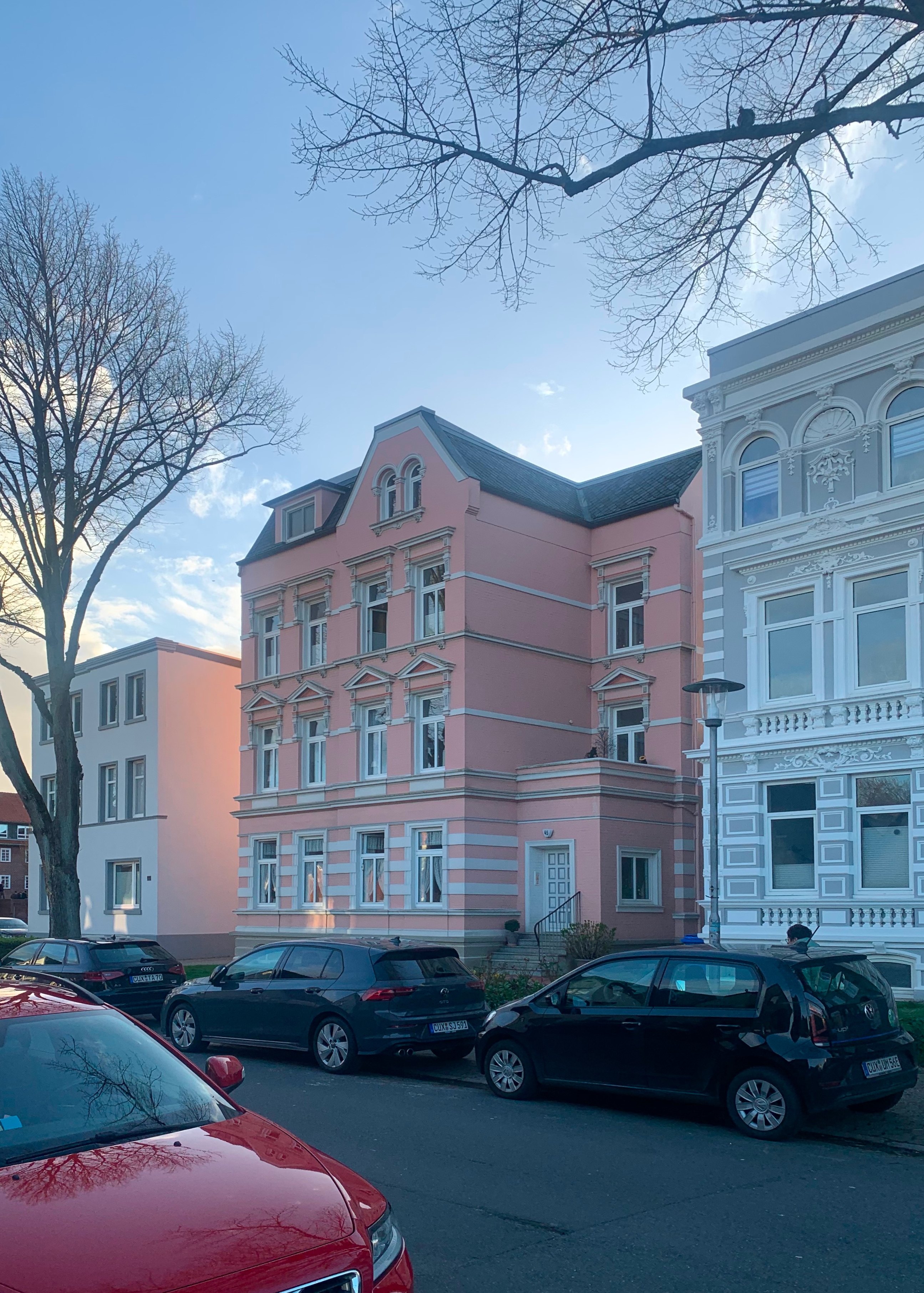
Grüner Weg 45

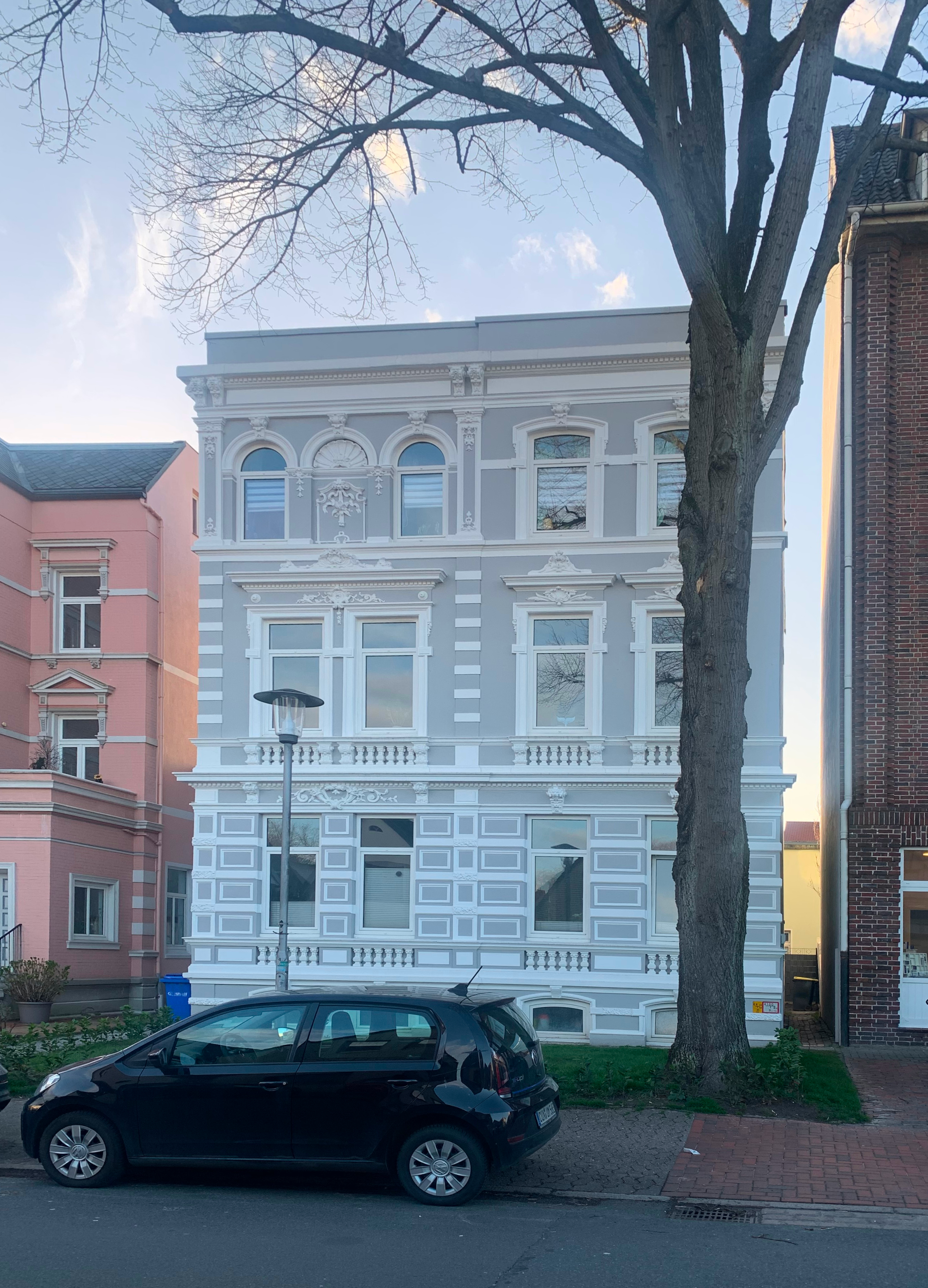
Grüner Weg 46

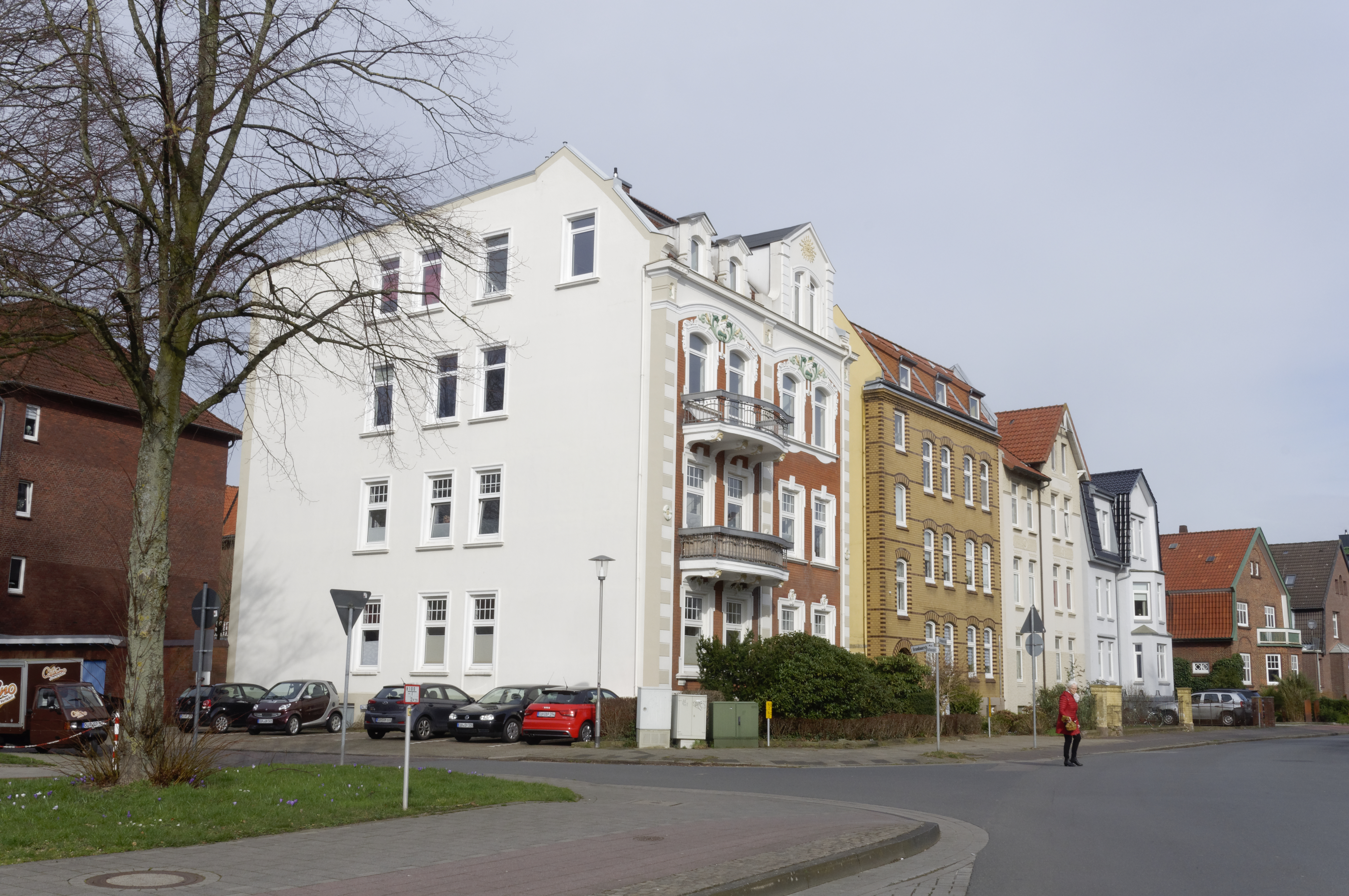
Kirchenpauerstraße, Westseite: vorne die Nr. 14

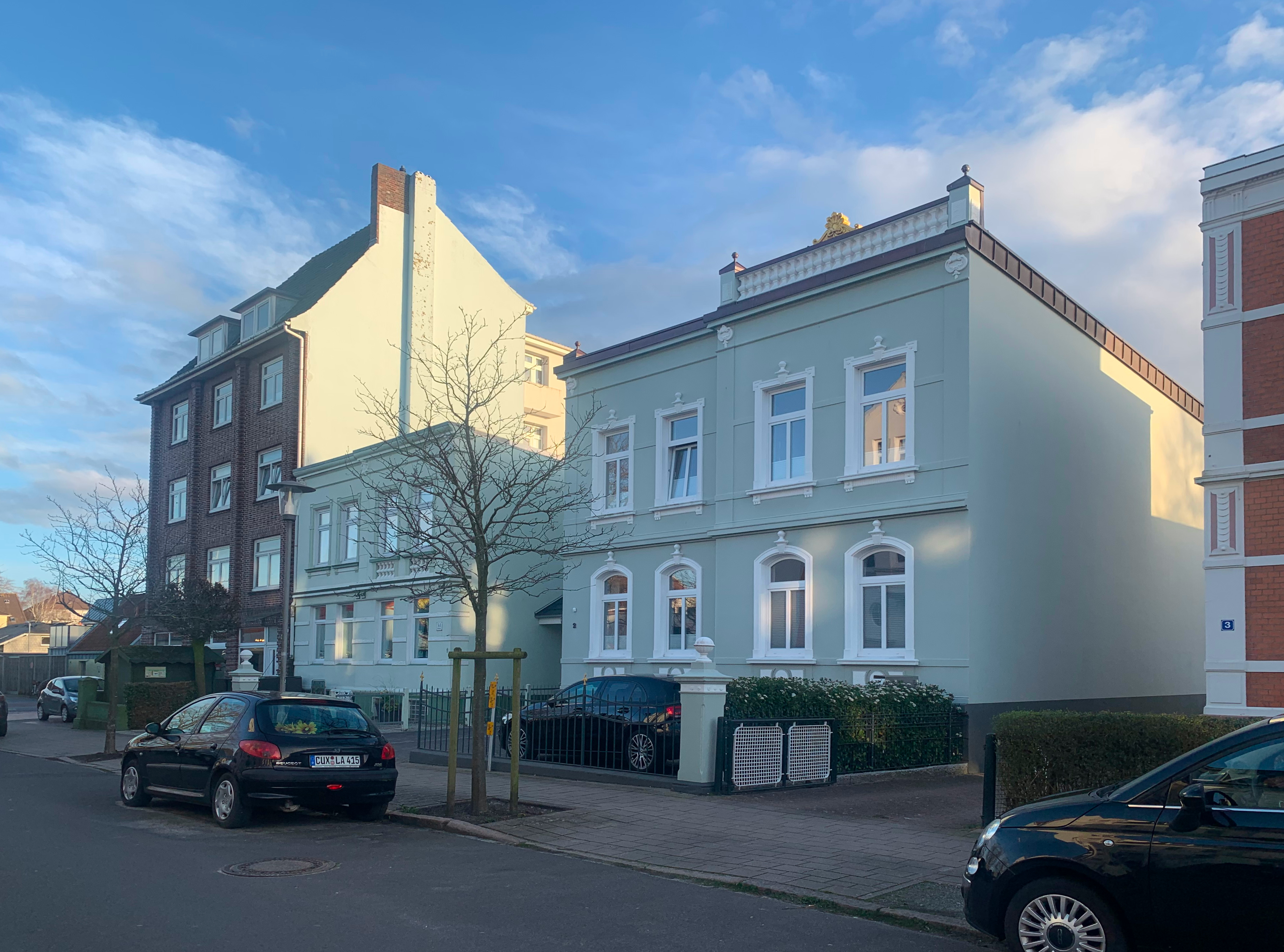
Reinekestraße 1/2

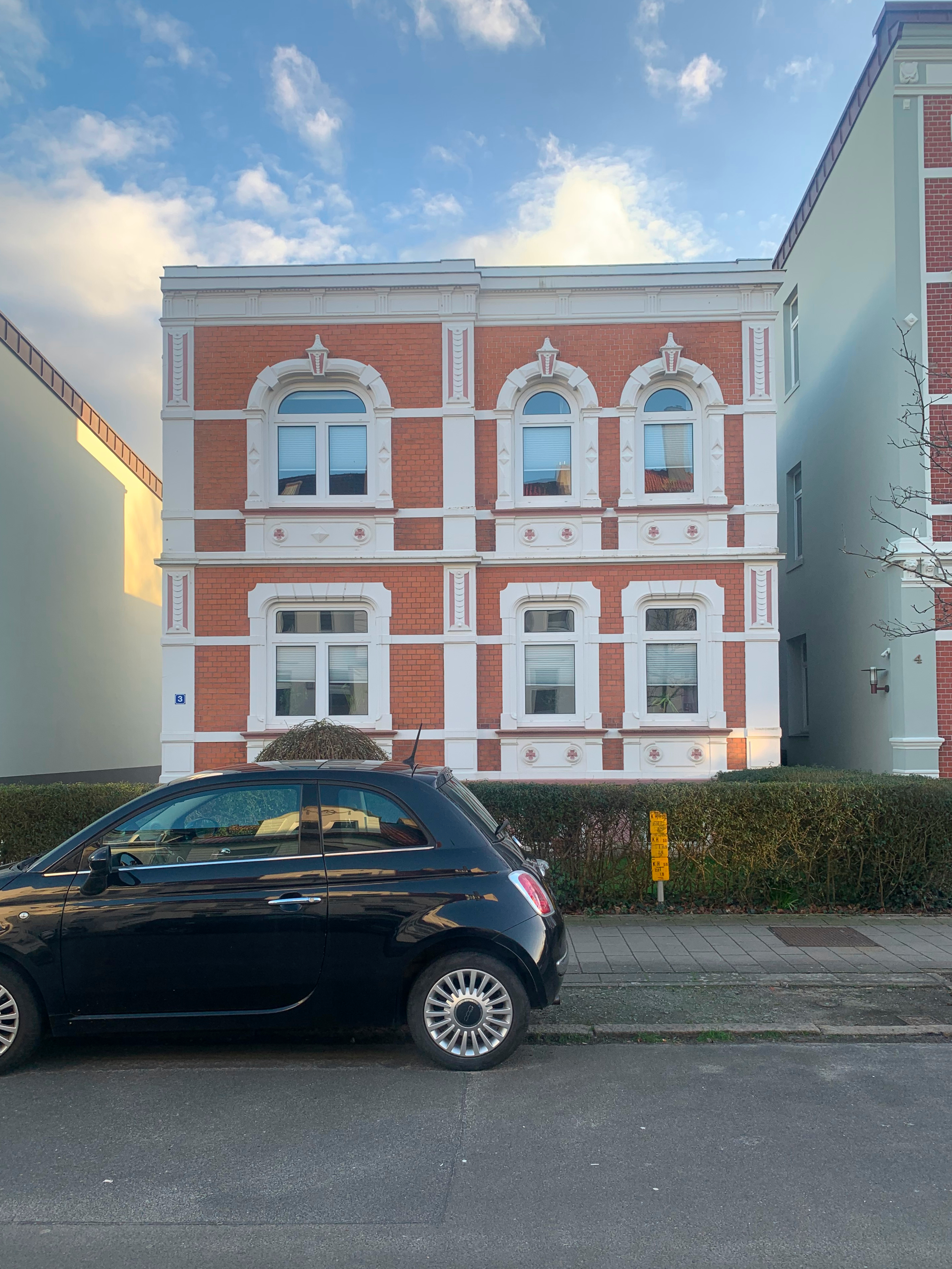
Reinekestraße 3

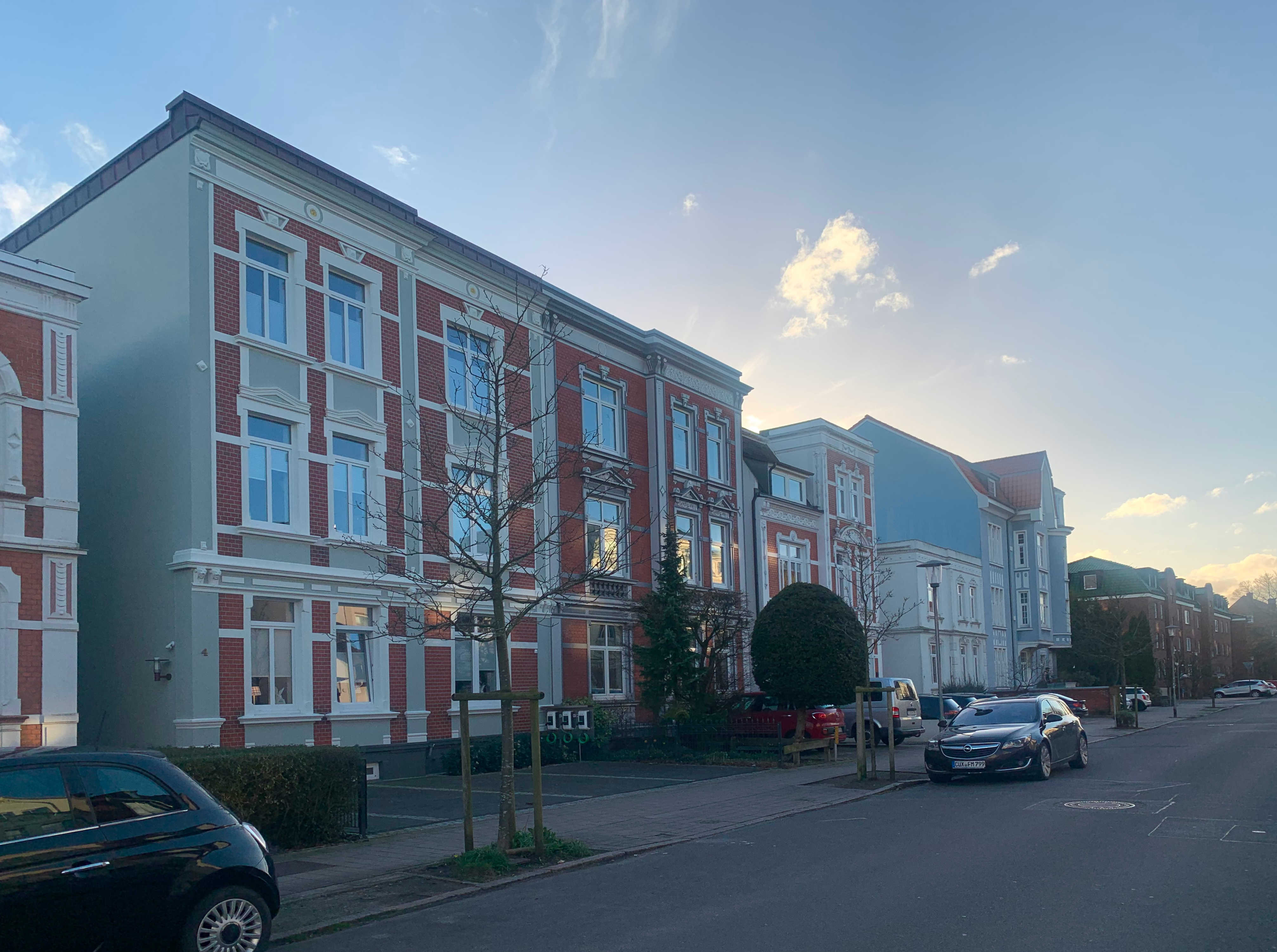
Reinekestraße 4/5

Die Gruppe Wohnhäuser südlich der Schillerstraße in Cuxhaven-Döse stammt von um 1900 und steht unter Denkmalschutz (siehe auch Liste der Baudenkmale in Cuxhaven).

## Geschichte
Große Teile der Stadterweiterung von um 1890 bis 1919 südlich der Schillerstraße sind gut erhalten, viele im originalen Erscheinungsbild. Dazu gehören ein- bis dreigeschossige Wohnhäuser im Bereich Am Grünen Weg, Schillerplatz, Grandauerstraße und Kirchenpauerstraße. Sie stammen von verschiedenen namhaften Cuxhavener Architekten wie Rudolph Glocke, John Polack und Richard Alberts. Die historisierenden Fassaden in Formen des Barock, des französischen Rokoko und des Jugendstils. Zurückhaltender sind die zwei- und dreigeschossigen, zwischen 1904 und 1908 entstandenen Häuser an der Reinekestraße mit historisierender Ornamentik in floralem Jugendstil.

## Gebäude
Zu den denkmalgeschützten ein- bis dreigeschossigen Wohnhäusern mit Keller gehören:
Grüner Weg:
- Mehrfamilienhaus Grüner Weg 45: 3-gesch. Gebäude von 1899
- Mehrfamilienhaus Grüner Weg 46: 3-gesch. Gebäude von 1892

Kirchenpauerstraße:
- Mehrfamilienhaus Kirchenpauerstraße 1: 3-gesch. Eckgebäude von 1906; Architekt: Richard Alberts, Nutzung: Der Paritätische Wohlfahrtsverband Cuxhaven
- Mehrfamilienhaus Kirchenpauerstraße 2: 3-gesch. Gebäude von 1902; Architekt: Rudolph Glocke
- Wohnhaus Kirchenpauerstraße 3: 1-gesch. Gebäude von um 1904; Architekt: Rudolph Glocke
- Wohnhaus Kirchenpauerstraße  4: 2-gesch. Gebäude von um 1904; Architekt: Rudolph Glocke
- Mehrfamilienhaus Kirchenpauerstraße 5: 3-gesch. Gebäude von um 1906; Architekt: Rudolph Glocke
- Mehrfamilienhaus Kirchenpauerstraße 6: 3-gesch. Gebäude von 1904; Architekt: Rudolph Glocke
- Wohnhaus Kirchenpauerstraße 14: 3-gesch. Eckgebäude von um 1906; ehemals: Schule für Elektrotechnik des Kaiserlichen Marine-Artillerie-Depots beim Marinestützpunkt Cuxhaven, Einzelbaudenkmal[2][3]
- Mehrfamilienhaus Kirchenpauerstraße 20: 3-gesch. Eckgebäude von 1909; Architekt: August Lunden
- Mehrfamilienhaus Kirchenpauerstraße 22: 3-gesch. Eckgebäude von 1904/05; Architekt: Richard Alberts, Nutzung u. a. Tauchschule
- Mehrfamilienhaus Kirchenpauerstraße 23: 3-gesch. Gebäude von 1904; Architekt: Richard Alberts
- Wohnhaus Kirchenpauerstraße 24: 2-gesch. Gebäude von 1905; Architekt: John Polack
- Wohnhaus Kirchenpauerstraße 25: 2-gesch. Gebäude von 1905;
- Wohnhaus Kirchenpauerstraße 26: 2-gesch. Gebäude von 1905; Architekt: John Polack
- Wohnhaus Kirchenpauerstraße 27: 2-gesch. Gebäude von 1905; Architekt: John Polack

Reinekestraße: 
- Wohnhaus Reinekestraße 1: 2-gesch. Gebäude von um 1906
- Wohnhaus Reinekestraße 2: 2-gesch. Gebäude von um 1906
- Wohnhaus Reinekestraße 3: 2-gesch. Gebäude von um 1906
- Mehrfamilienhaus Reinekestraße 4: 3-gesch. Gebäude von um 1906
- Mehrfamilienhaus Reinekestraße 5: 3-gesch. Gebäude von um 1906
- Wohnhaus Reinekestraße 6: 2-gesch. Gebäude von um 1906; die Architektur der Häuser Nr. 3 bis 6 sind ähnlich
- Wohnhaus Reinekestraße 7: 2-gesch. Gebäude von um 1906
- Mehrfamilienhaus Reinekestraße 9: 3-gesch. Gebäude von um 1906
- Wohnhaus Reinekestraße 10: 2-gesch. Gebäude von um 1906